# Хердланд (Мисури)
Хердланд (енгл. Hurdland) град је у америчкој савезној држави Мисури.

## Демографија
По попису из 2010. године број становника је 163, што је 76 (-31,8%) становника мање него 2000. године.
| Група             | 2000.       | 2010.       |
| Белци             | 234 (97,9%) | 158 (96,9%) |
| Афроамериканци    | 0 (0,0%)    | 0 (0,0%)    |
| Азијати           | 0 (0,0%)    | 0 (0,0%)    |
| Хиспаноамериканци | 0 (0,0%)    | 1 (0,6%)    |
| Укупно            | 239         | 163         |